# Teixit connectiu
El teixit connectiu o teixit conjuntiu és aquell teixit l'origen del qual és el mesènquima embrionari i que té com a finalitat servir de sustentació i envoltar la resta de teixits de l'organisme, l'intercanvi de nutrients, la defensa contra infeccions així com la regulació de la calor corporal.

## Tipus

### Teixit connectiu embrionari

#### Teixit connectiu mucós
Conté la gelea de Wharton, que és una substància gelatinosa dins del cordó umbilical, formada en gran part per mucopolisacàrids (àcid hialurònic i sulfat de condroïtina) i alguns fibroblasts i macròfags, i deriva del mesoderma extraembrionari de la tija de connexió.

#### Teixit connectiu reticular

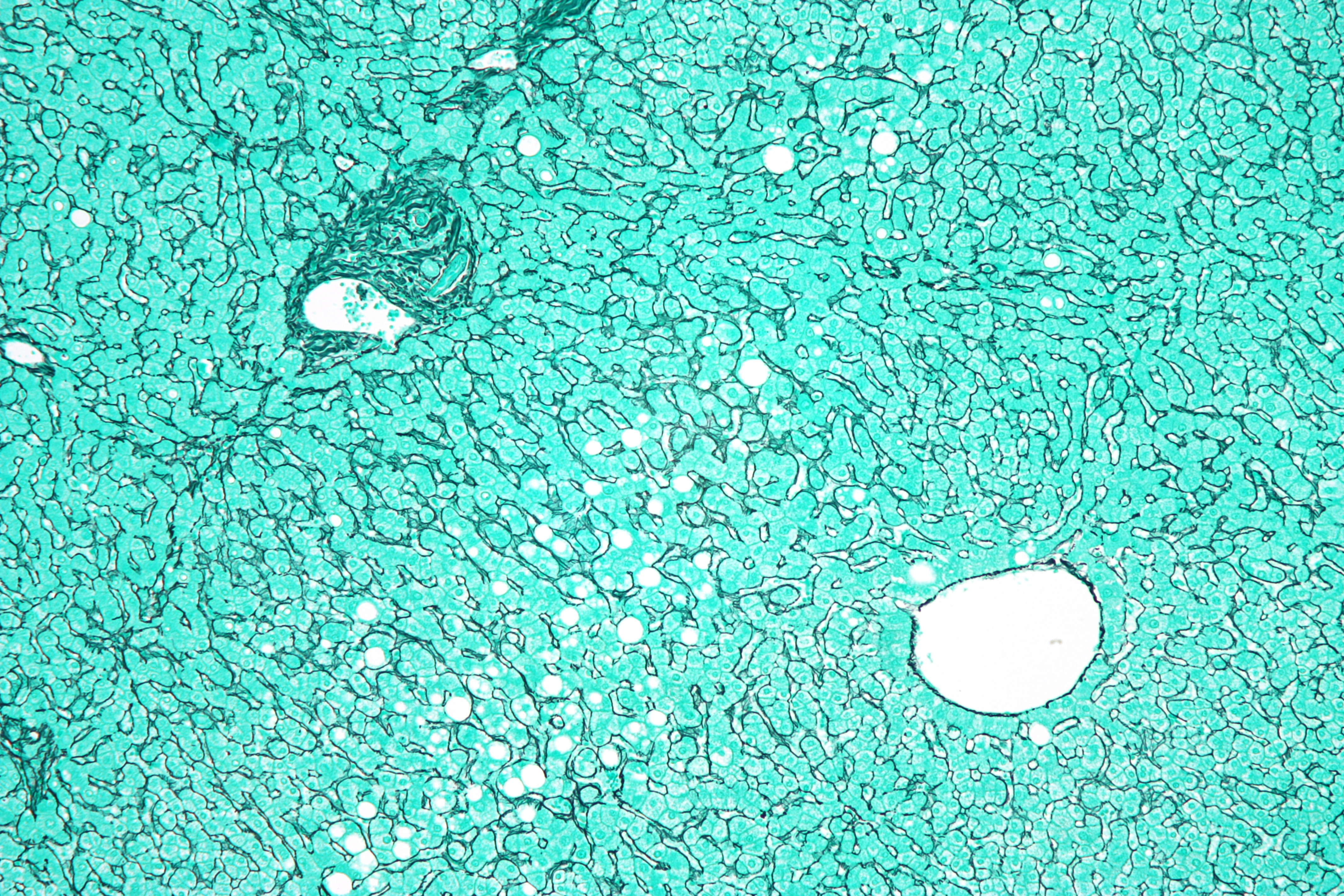
Una biòpsia del fetge tintada mostra una lleugera esteatosi.

Una fibra reticular o reticulina, és un terme que s'utilitza a histologia per descriure un tipus de fibra estructural composta per col·lagen del tipus III. Es tracta de petites fibres primes d'un diàmetre de 30 a 40 nm que s'associen formant xarxes. Aquestes xarxes actuen com a teixit de suport.
És un tipus de fibra en el teixit connectiu Les fibres reticulars s'entrecreuen formant una fina xarxa que és la reticulina. Aquesta xarxa actua com a suport en els teixits tous com el fetge, i altres, i els teixits i òrgans del sistema limfàtic.

#### Teixit connectiu mesenquimàtic
El mesènquima o teixit mesenquimàtic, és un tipus de teixit connectiu lax indiferenciat que deriva majoritàriament del mesoderma, encara que alguns deriven d'altres capes germinatives; per exemple de les cèl·lules de la cresta neural i, per tant, originades a partir de l'ectoderma. La majoria dels embriòlegs fan servir el terme mesènquima només per aquelles cèl·lules mesenquimàtiques que es desenvolupen a partir del mesoderma.
El mesènquima és el teixit biològic de l'embrió, de teixit connectiu lax amb una abundant matriu extracel·lular, composta per fibres primes i relativament poques cèl·lules.

### Teixits connectius no especialitzats

#### Teixit connectiu lax
El teixit connectiu lax és una categoria de teixit connectiu la qual inclou el teixit areolar, el teixit reticular i el teixit adipós.
En altres casos, "teixit connectiu lax" es considera una categoria que inclou el teixit connectiu mucós, el teixit connectiu reticular i el teixit adipós.

#### Teixit connectiu dens
El teixit connectiu dens pot adoptar dos tipus bàsics de configuracions:

##### Teixit connectiu dens regular
És el tipus de teixit connectiu que forma els tendons, aponeurosis, lligaments i en general estructures que reben tracció en la direcció cap a la qual s'orienten les seves fibres col·làgenes. Aquestes fibres es troben disposades en una forma ordenada, paral·lela una respecte a l'altra, el que proporciona la màxima fortalesa.
En els tendons la conformació de les fibres estan paral·leles entre si i amb fibroblasts (anomenats tendinocits en aquesta estructura) entre fibra i fibra. També presenta el tendó un TC dens en la perifèria del mateix, que presenta fibres no tan paral·leles, anomenat epitendó. Finalment, al voltant de cada fascicle del tendó s'observa un teixit anomenat endotendó.
En les aponeurosis es troben fibres de col·lagen paral·leles a la una de l'altra, però ordenades en capes i en disposició ortogonal, és a dir, una capa posada a 90° sobre la capa inferior.
En els lligaments no canvia la forma dels tendons, a excepció de lligaments de determinades parts del cos on es necessita més elasticitat, com, per exemple, el lligament de la columna vertebral. En aquests llocs, els lligaments tenen una major quantitat de fibres elàstiques que col·làgenes, i en forma no tan regular. Són els anomenats lligaments elàstics.

##### Teixit connectiu dens irregular
Està present en les càpsules del fetge,  ganglis limfàtics, ronyó, intestí prim i dermis. Bàsicament forma part de la càpsula de tots els òrgans, a excepció del pàncrees, que és un teixit connectiu areolar lax. En aquest teixit connectiu dens irregular s'observen fibres de col·lagen disposades en forma aleatòria i molt poca substància fonamental. Això proporciona protecció contra l'estirament excessiu dels òrgans.

### Teixits connectius especialitzats

#### Teixit adipós
El teixit adipós és un conjunt heterogeni de teixits connectius propi dels animals vertebrats. S'hi emmagatzema l'excedent energètic en forma de triacilglicerols per al seu ús posterior, en situacions amb requeriments més elevats o durant etapes de dejuni. També actua d'aïllant tèrmic i de suport mecànic d'òrgans els quals embolcalla (p. ex.: en els palmells de mans i peus), i com a òrgan endocrí.

#### Teixit cartilaginós
El teixit cartilaginós (dit popularment tendrum) és una varietat de teixit connectiu, que està format per cèl·lules i matriu extracel·lular. Les característiques més essencials d'aquesta varietat són una matriu extracel·lular sòlida i cèl·lules allotjades en llacunes.
És un teixit flexible i que té una bona resistència a la compressió. És avascular i no té innervació. La seva funció és la de sustentació (com a teixit connectiu que és), i la de permetre un moviment gairebé lliure de fricció. Té el seu origen en el mesènquima.

#### Teixit ossi
El teixit ossi és una varietat de teixit connectiu caracteritzat per tenir una matriu extracel·lular i calcificada amb cèl·lules allotjades en llacunes. Aquest tipus de teixit respon a estímuls mecànics i a influències metabòliques nutricionals o endocrines.

#### Sang
La sang és una suspensió de cèl·lules en un medi aquós, impulsada pel cor a través dels vasos sanguinis, amb l'objectiu de distribuir oxigen i nutrients als diferents teixits així com eliminar-ne els residus, entre altres funcions. Està formada per una matriu extracel·lular líquida anomenada plasma. El plasma, representa el 55% de la sang total, està compost principalment d'aigua (90% en volum), i conté una dissolució de proteïnes, lípids, glucosa, ions minerals, hormones, diòxid de carboni (el plasma és el medi mitjà de transport de productes residuals), plaquetes i les cèl·lules sanguínies mateixes.

## Components

### Cèl·lules

#### Autòctones o residents
- Fibroblasts
- Adipòcits
- Mastòcits
- Macròfags

#### Immigrants
- Limfòcits
- Neutròfils
- Eosinòfils
- Basòfils
- Plasmòcits

### Matriu extracel·lular

#### Fibres
- Fibres col·làgenes
- Fibres reticulars
- Fibres elàstiques

Substància fonamental amorfa del teixit connectiu